# Władysław Czermak
Władysław Czermak, właśc. Čermak ps. „Czarny” (ur. 13 grudnia 1881 w Žehrovie, zm. 17 stycznia 1945 w KL Stutthof) – podpułkownik taborów Wojska Polskiego.

## Życiorys
Urodził się 13 grudnia 1881 w miejscowości Žehrov na ziemi czeskiej. Był synem Józefa i Anny z domu Reiter. 
W 1905 został powołany do zawodowej służby wojskowej w cesarskiej i królewskiej Armii. Jego oddziałem macierzystym był 3 Pułk Taborów, a po jego likwidacji w 1910, 11 Dywizjon Taborów we Lwowie. W latach 1910–1913 pełnił obowiązki referenta samochodowego 11 Korpusu. W latach 1912–1913 wziął udział w mobilizacji sił zbrojnych Monarchii Austro-Węgierskiej, wprowadzonej w związku z wojną na Bałkanach, a w latach 1914–1918 walczył na frontach I wojny światowej. W czasie służby w c. i k. Armii awansował na kolejne stopnie w korpusie oficerów taborowych: porucznika rezerwy (1 stycznia 1904), porucznika (1 listopada 1905), nadporucznika (1 listopada 1911) i rotmistrza (1 listopada 1915).
7 lipca 1919 został przyjęty do Wojska Polskiego z byłej armii austro-węgierskiej, z zatwierdzeniem posiadanego stopnia rotmistrza ze starszeństwem z 1 listopada 1915, zaliczony do I Rezerwy armii, z równoczesnym powołaniem do służby czynnej na czas wojny, i przydzielony do warsztatów taborowych w Kielcach. 
W czasie wojny z bolszewikami, do 30 marca 1920 służył w 6 Szwadronie Zapasowym Taborów, a następnie kierował Referatem Taborowym Frontu Podolskiego. 30 lipca 1920 został zatwierdzony z dniem 1 kwietnia 1920 w stopniu majora, w Korpusie Wojsk Taborowych, w grupie oficerów byłej armii austro-węgierskiej. Był wówczas referentem taborowym 6 Armii.
W kwietniu 1923 został przeniesiony z Wojskowej Wytwórni Materiałów Taborowych w Krakowie do 3 Dywizjonu Taborów w Sokółce na stanowisko dowódcy dywizjonu. 1 października 1925 został przeniesiony do kadry oficerów taborów z równoczesnym przeniesieniem służbowym do Centralnej Składnicy Taborowej na stanowisko kierownika. W kwietniu 1928 został zwolniony z zajmowanego stanowiska z równoczesnym przeniesieniem służbowym do Powiatowej Komendy Uzupełnień Warszawa Miasto I na okres sześciu miesięcy w celu odbycia praktyki poborowej. W listopadzie 1928 został przeniesiony do Powiatowej Komendy Uzupełnień Modlin na stanowisko komendanta. W lutym 1929 został zwolniony z zajmowanego stanowiska i oddany do dyspozycji dowódcy Okręgu Korpusu Nr I, a z dniem 31 grudnia tego roku przeniesiony w stan spoczynku.
Mieszkał w Toruniu. W 1934, jako oficer stanu spoczynku pozostawał w ewidencji Powiatowej Komendy Uzupełnień Toruń. Posiadał przydział do Oficerskiej Kadry Okręgowej Nr VIII. Był wówczas „przewidziany do użycia w czasie wojny”. W 1938 został przewodniczącym obwodowej Komisji Wyborczej w Toruniu przed wyborami do rady miejskiej
Wziął udział w kampanii wrześniowej. W grudniu 1939 został zaprzysiężony przez majora Marcelego Cerklewicza jako członek organizacji konspiracyjnej „Grunwald” i przyjął pseudonim „Czarny”. Według oświadczenia majora Czesława Majewskiego ps. „Wincenty Ochota” dowodził oddziałem dywersyjno-sabotażowym i wywiadu węzła kolejowego PKP Toruń Główny. 21 listopada 1944 został aresztowany i osadzony w toruńskim więzieniu. 21 grudnia 1944 został wywieziony do obozu koncentracyjnego Stutthof, gdzie jako więzień polityczny otrzymał numer więźniarski 04612. Zmarł w obozie 17 stycznia 1945.
25 listopada 1916 w Sanoku poślubił pochodzącą z tamtejszych Olchowiec Różę Anielę Iwańską (ur. 1890, zm. 1956 w Cieszynie), a świadkami na ich ślubie byli Antoni Woliński i Adolf Domański (ojciec Stanisława). Czermakowie mieli córkę Ludmiłę (po mężu Skorwider) i syna Władysława Eugeniusza (ur. 23 września 1917), podporucznika ze starszeństwem z 1 października 1938 i 134. lokatą w korpusie oficerów artylerii, oficera 8. baterii 5 Pułku Artylerii Ciężkiej w Krakowie, przebywającego w latach 1939-1945 w niemieckiej niewoli (od 15 maja 1942 w Oflagu II D Gross-Born), a po uwolnieniu na emigracji.

## Odznaczenia
- Medal Międzyaliancki (przed 1928)[26]

austro-węgierskie
- Srebrny Medal Zasługi Wojskowej na wstążce Krzyża Zasługi Wojskowej
- Brązowy Medal Zasługi Wojskowej na wstążce Krzyża Zasługi Wojskowej
- Krzyż Jubileuszowy Wojskowy
- Krzyż Pamiątkowy Mobilizacji 1912–1913[27]